# 法律取調委員会
法律取調委員会（ほうりつとりしらべいいんかい）は、1886年（明治19年）8月に外務省に設置、後に司法省へ移管された、法典の起草を行なう機関である。日本の法典整備に大きな役割を果たした。

## 概要
明治期の日本国政府にとって、欧米諸国との間の不平等条約の改正ほど、難航をきわめた外交問題はなかったが、この外交問題が、日本国法制の近代化の原動力ともなった。治外法権の撤廃を求める以上、外国人に適用される法律は外国人から見ても納得のいくものでなければならない。日本国政府は、条約改正の交渉を進めていく過程で、西欧型（泰西の法原則(Principles of Western Law)に従った）諸法律を作成するため、法律取調委員会を設置した。

### 条約改正の予備会議
井上馨外務卿は、1882年1月25日から同年7月27日まで、東京において全締約国の代表を相手に条約改正の予備会議を開いた。この席で、イギリス公使ハリー・パークスは、当時同公使館の法律顧問であったカークウッドに意見書を作成させ、「民法、商法、民事訴訟法についても、刑法と治罪法のような泰西の法原則に基づく法律が完成されてから、日本政府の治外法権撤廃の交渉に応じよう」という意見を主張した。

### 条約改正の本会議と英独案
条約改正の本会議は、1886年5月1日から翌1887年7月18日まで、東京にて、計27回にわたって開かれ、治外法権の問題に関しては、その第6回会議(1887年6月15日）に提出された英独案(Anglo-German Project)が審議の土台とされた。英独案は、条約の批准後2年以内に、泰西の主義に従った「帝国諸裁判所の章程」を制定し、刑法、治罪法、民法、商法、海上法、為替手形に関する法律、民事訴訟法、破産法の諸法典を編纂する、という内容を含んでいた。英独案が提案された6月から10月まで各国代表がこの案についての本国の訓令を待つため休会となった。その休会中の7月、フランス公使シェンキェヴィッチ（Joseph Adam Sienkiewicz）が司法大臣山田顕義に対して、「日本が近く備えるであろう諸法律の体系をばらばらにしない必要」があるが、「そのためには、一人の大臣を委員長とし、法典起草を担当する外国人を委員とする委員会を作るほか良策はないのではないか」と進言した。山田司法大臣は、この進言をいれ、井上外務大臣と協議を行い、山田から伊藤博文総理大臣宛に、法律取調委員会を設けること、その委員長には井上を任命することが上申された。委員長、各委員は、伊藤より天皇の裁可をへて、1886年8月6日付で任命された。

### 委員会の外務省から司法省への移管
裁判管轄条約(Jurisdiction Convention)交渉に関して日本国内の議論が沸騰し、井上馨は外務大臣の地位を引責辞職した。外務大臣の地位は、しばらくの間、伊藤総理が兼任した。法律取調委員会の委員長を山田司法大臣と交代させ、委員会の事務も司法省に管掌させることとなった。

## 組織

### 第1期[5]
- 井上馨（委員長・外務大臣）
- 西園寺公望（委員・特命全権公使）
- 三好退蔵（委員・司法次官）
- ボワソナード（委員・内閣雇法律顧問）
- カークウッド（William Montague Hammett Kirkwood、委員・司法省雇法律顧問）
- O・ルードルフ（Otto Rudorff、委員・司法省雇法律顧問）
- 今村和郎（委員書記・法制局参事官）
- 栗塚省吾（委員書記・司法大臣秘書官）
- 本多康直（委員書記・司法省参事官）
- 出浦力雄（委員書記・司法書記官）
- 都築馨六（委員書記・公使館書記官兼外務省参事官）

### 第1期補充[6]
- 陸奥宗光（副長・外務省在勤弁理公使）
- 箕作麟祥（委員・元老院議官）
- ヘルマン・ロエスレル[7]（委員・内閣雇法律顧問）
- アルバート・モッセ[8]（委員・内閣雇法律顧問）
- 蜂須賀茂韶（委員・特命全権公使）

### 第2期[9]
- 山田顕義（委員長・司法大臣）[10]
- 細川潤次郎（委員・元老院議官）
- 鶴田皓（委員・元老院議官）[11]
- 清岡公張（委員・元老院議官）
- 渡正元（委員・元老院議官）
- 村田保（委員・元老院議官）
- 尾崎忠治（委員・大審院長）
- 西成度（委員・東京控訴院長）
- 南部甕男（委員・大審院民事第一局長）
- 箕作麟祥（委員・留任）
- 三好退蔵（委員・留任）
- ボワソナード（委員・留任）
- カークウッド（委員・留任）
- O・ルードルフ（委員・留任）
- ヘルマン・ロエスレル（委員・留任）
- アルバート・モッセ（委員・留任）

### 第2期補充[12]
- 松岡康毅（委員・大審院刑事第二局長）
- 槇村正直（委員・元老院議官）
- 尾崎三良（委員・元老院議官）
- 北畠治房（委員・東京控訴院評定官）

## 審議手続[13]
委員長山田司法大臣は、1887年11月１日、法律取調委員会略則を伊藤総理大臣に提出した。略則は、内閣で一覧されたようであるが、政令でもなく、勅令でもなく、委員長限りでの委員会の運用についての構想を文章化したもののようである。法律取調の目的、内部に報告委員組合（民法組合・商法組合・訴訟法組合）を設けるなど委員会の組織、法案の外国語への翻訳等について規定していた。